# 小行星4997
小行星4997（英語：4997 Ksana）是一颗围绕太阳公转的小行星。1986年10月6日，柳德米拉·卡拉季奇在克里米亚发现了此天体。
这颗小行星的绝对星等为57.20720563257174等。